# Harrier Attack
Harrier Attack è un videogioco per Amstrad CPC, Commodore 64, Oric 1 e ZX Spectrum, inizialmente pubblicato nel 1983 dalla Durell Software. Benché si tratti di un lavoro di fantasia, l'ispirazione del gioco arrivò dalla guerra delle Falkland.

## Modalità di gioco
Il giocatore controlla un caccia Sea Harrier, in un paesaggio a scorrimento orizzontale che alterna ambienti terrestri e marini. Lo scopo del gioco è quello di decollare da una portaerei, attaccare navi e obiettivi terrestri, evitare i missili nemici e combattere il nemico, per poi atterrare nuovamente sulla portaerei.